# 公益创业
公益创业（英語：Social entrepreneurship）也称社会创业、社会公益创业，是一种全新创业理念与创业模式，在追求社会价值和商业价值的同时兼顾社会性和企业性，将社会价值与企业运营融为一体，在一些领域开展社会创新。

## 参阅
- 社会营销
- 社会企业
- 社會企業家